# Грант, Питер (менеджер)
Питер Грант (англ. Peter Grant; 5 апреля 1935, Лондон — 21 ноября 1995, Истборн, Англия) — английский антрепренёр, бизнесмен, актёр кино и рок-менеджер, работавший (в числе прочих) с The Yardbirds, Led Zeppelin, где его иногда называли «пятым участником», и Bad Company.

## Биография
Питер Грант родился 5 апреля 1935 года в Южном Норвуде (пригород Лондона, часть графства Суррей) и обучался — сначала в школе Сэра Уолтера Сент-Джона (англ. Sir Walter St John School), в Грейшотте, затем (после того, как заведение было эвакуировано) в средней школе Норвуда. В 13 лет он бросил учёбу и поступил на сталелитейное предприятие в Кройдоне, но уже через несколько недель стал курьером агентства Reuters на Флит-стрит, откуда перешел в штат театра Croydon Empire.
В 1953 году Грант был призван в ряды Вооруженных сил (RAOC) и закончил службу капралом , а после демобилизации был принят на работу вышибалой в лондонский бар The 2i’s, где начинали, в числе прочих, Клифф Ричард, Адам Фэйт и Томми Стил.
Совладелец бара, профессиональный рестлер Пол Линкольн предложил Гранту сняться для телевидения и организовал для того серию матчей — под псевдонимами Граф Массимо (англ. Count Massimo) и Граф Бруно Алассио из Милана (англ. Count Bruno Alassio of Milan). После этого Грант стал регулярно приглашаться киностудиями на съемки в качестве дублера (особенно часто — для актера Роберта Морли), каскадера и актера второго плана. Среди фильмов, в которых Грант снялся в период с 1958 по 1963 годы, — «A Night to Remember» (член команды «Титаника», 1958 год), «The Guns of Navarone» (британский офицер, 1961 год) и «Cleopatra» (дворцовый страж, 1962 год). На его счету также появления в телешоу — таких, как The Saint, Crackerjack, Dixon of Dock Green и The Benny Hill Show. Все гонорары он вкладывал в собственный транспортный бизнес и постепенно наладил контакты с поп-исполнителями: в частности, стал регулярно подвозить The Shadows на концертные выступления.
В 1963 году промоутер Дон Арденн (англ. Don Ardenn) предложил Гранту поработать гастрольным менеджером — с такими исполнителями, как Бо Дидли, The Everly Brothers, Литтл Ричард, Брайан Хайланд, Чак Берри, Джин Винсент и The Animals. Год спустя он попробовал себя уже в ранге полноценного менеджера — с The Nashville Teens, The Flintstones, She Trinity, The New Vaudeville Band, а затем с Джеффом Беком и Терри Ридом. Офис Гранта обосновался по адресу 155 Oxford Street — по соседству с конторой продюсера Микки Моста, также работавшим в Two I’s. Вскоре Мост и Грант объединили усилия, создав лейбл RAK Records, выпустивший серию хитов в 1970-х годах.
В конце 1966 года Саймон Нэпьер-Белл (по рекомендации Моста) попросил Гранта взять бразды правления финансовыми делами The Yardbirds, которые непрерывно гастролировали, но зарабатывали мало. Грант пришёл слишком поздно, чтобы спасти группу от краха, но получил неоценимый опыт. Именно в Yardbirds он опробовал неслыханный для менеджеров того времени метод агрессивного общения с промоутерами и агентами, установив для себя железное правило: расходы должны быть сведены к минимуму, суммы должны выбиваться из работодателей максимальные, участникам группы следует платить как можно больше, и всегда вовремя, а главное — обеспечивать музыкантам полный контроль над результатами своего творчества. Весь этот опыт Питер Грант в полной мере реализовал в своей работе с Led Zeppelin.
Занимаясь организацией концертов, Грант ставил перед собой главной целью — обеспечить группе максимальный процент прибыли от продажи билетов (в лучшие годы эта цифра доходила у него до 90 %). Менеджер группы нещадно боролся с нелегальной продажей атрибутики на концертах, не говоря уже о бутлегах (характерный эпизод вошел в фильм «The Song Remains The Same»). Он держал в поле зрения все лондонские магазины, продававшие нелегальные записи и время от времени устраивал облавы, отбирая у владельцев весь тираж. Однажды на концерте в Ванкувере в 1971 году он разломал устройство с микрофоном, приняв владельца за бутлеггера. Вскоре выяснилось, что это был представитель городских властей, замерявший уровень шума. Было возбуждено уголовное дело, и Гранту на год запретили въезд в Канаду.
В 1969 году Питер Грант образовал издательскую компанию Superhype, а 5 лет спустя создал звукозаписывающий лейбл Swan Song Records, тем самым позволив Led Zeppelin ужесточить контроль над процессами создания и распространения музыкальной продукции. Параллельно он в качестве менеджера занимался делами приписанных к лейблу Bad Company и Мэгги Белл, однако в 1975 году отказался от сверхвыгодного в финансовом отношении предложения — стать менеджером Queen. Однажды на вопрос о самом важном с его точки зрения качестве, которым должен обладать рок-менеджер, Грант ответил: «Нужно знать, когда сказать нет».

## Инцидент в Окленде
В 1977 году гастрольный менеджер Led Zeppelin Ричард Коул принял на должность координатора охраны Джона Биндона на время гастрольного турне группы по Соединенным Штатам. 23 октября 1977 года с участием последнего произошел серьёзный инцидент, омрачивший всю поездку. Сразу же после прибытия группы на стадион Oakland Coliseum Биндон начал задирать служащих промоутера Билла Грэма, а в какой-то момент ударом кулака отправил руководителя группы рабочих сцены в нокаут.
Одновременно произошел другой инцидент: некто Джим Мацоркис (также из числа местных служащих) «отшлёпал» (по его собственному выражению) 11-летнего Уоррена Гранта, когда тот якобы пытался снять знак, запрещавший вход в гримёрную. Находившийся неподалёку Джон Бонэм вступился за мальчика: между ним и Мацоркисом началась потасовка. Прибывшие на помощь барабанщику Грант и Коул затащили Мацоркиса в трейлер и там жестоко избили. На следующий день группа дала второй концерт — но лишь после того, как Грэм согласился подписать документ, который освобождал участников Led Zeppelin от ответственности за происшедшее. Несмотря на это по возвращении в отель Грант, Коул, Биндон и Бонэм были арестованы и увезены в участок. Все четверо не признали своей вины и были осуждены условно. Биндон был немедленно уволен и отправлен в Англию. Позже Грант признавался, что за все время работы менеджером Led Zeppelin допустил лишь одну серьёзную ошибку — когда принял Биндона на работу.

## После Led Zeppelin
Проблемы, связанные с неприятностями в семейной жизни, но в ещё большей степени — с потрясением, вызванным смертью Бонэма, которого он любил, как родного сына, и пристрастие к кокаину подорвали здоровье Питера Гранта. После того, как в 1983 году официально закрылся Swan Song, он отошел от дел и стал вести уединенную жизнь в своем доме в Истборне. К концу жизни, однако, Грант сумел полностью отказаться от наркотиков и значительно сбросил вес. В 1989 году он впервые за несколько лет появился на публике (с Джимми Пейджем — на концерте Фрэнка Синатры в Ройал Алберт-Холле). В 1992 году он снялся в роли кардинала в фильме «Carry On Columbus».
Вечером 21 ноября 1995 года Питер Грант, находясь за рулём, перенёс острый сердечный приступ и скоропостижно скончался. Рядом находился его сын Уоррен. Грант был похоронен 4 декабря на кладбище церкви Святого Петра и Св. Павла, в Хеллингли, графство Сассекс. Прощальное слово произнес его давний друг и коллега Алан Каллан. В 1996 году награда The Music Managers Forum (MMF) за выдающиеся достижения в рок-менеджменте была переименована в его честь и с тех пор называется Peter Grant Award.

## Фильмография
- A Night to Remember (1958)
- The Guns of Navarone (1961)
- Cleopatra (1963)
- The Song Remains the Same (1976)
- Carry On Columbus (1992)